# Lemminkäinen-suite
De orkestsuite ‘Lemminkäinen’ (Lemminkäis-sarja) is een compositie van Jean Sibelius (1865-1957), gecomponeerd aan het einde van de jaren 1890, waarin hij motieven van zijn nooit gematerialiseerde operaproject Veneen luominen (het bouwen van de boot) gebruikte. Het tweede deel van deze suite is het veel apart uitgevoerde en wereldberoemd geworden deel de zwaan van Tuonela (Tuonelan joutsen). De muziek van de suite bewerkte Sibelius vele malen; hij bleef er tot 1939 aan sleutelen.

## Ontstaansgeschiedenis
In 1890 hoorde Sibelius in Berlijn de opera’s Tannhäuser en Parsifal en oordeelde dat het zware kost was. De jaren daarna kreeg Sibelius de gelegenheid de meeste andere opera’s van Wagner te horen. Hij bezocht Wenen, Bayreuth en München. Mede gemotiveerd door de beloning van 2000 Finse Mark voor een te houden operacompetitie in 1893 begon hij aan zijn eigen Gesamtkunstwerk de opera Veneen luominen (het bouwen van de boot) gebaseerd op het Finse nationaalepos Kalevala. De held in de opera zou de figuur Väinämöinen zijn, een minstreel en magiër, en een van de scènes zou de afdaling van Väinämöinen naar Tuonela, het koninkrijk der doden, beschrijven. Maar zijn inspiratie liet hem in de steek en hij kwam niet veel verder dan het componeren van de ouverture. Halverwege 1894 uitte hij zich in een brief steeds negatiever over dit project en voelde hij het zo: "ik heb mezelf gevonden, muzikaal gesproken dan; ik ben meer een toonschilder en dichter. Daarom mijn interesse voor het symfonisch gedicht. De ideeën van Liszt over muziek liggen mij het meest." Later meende hij zich aangetrokken tot de opera’s van Wagner maar noemde zich geen ‘Wagneriaan’ meer. De idee van de opera brak hij af. Veel van de muziek die hij al geschreven had (en ongetwijfeld ook op allerlei notities geschreven had en in zijn hoofd aan het ordenen was), gebruikte Sibelius voor zijn Lemminkäinen-suite die later zijn opus 22 zou worden.

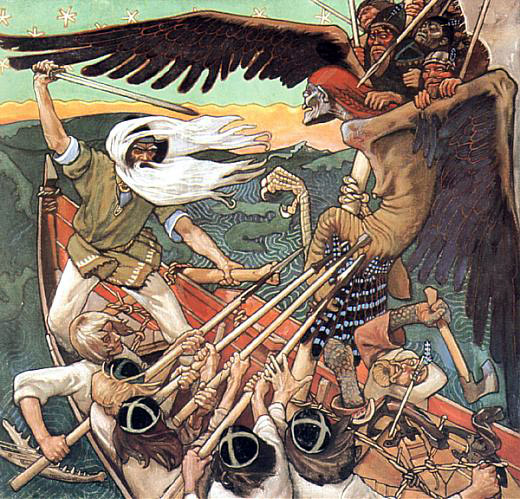
Schilderij 'de verdediging van de Sampo' (1896) van Akseli Gallen-Kallela

Deze vierdelige suite voor orkest, ook te interpreteren als vier symfonische gedichten verenigd in een cyclus, concentreert zich op een andere hoofdfiguur uit de Kalevala: Lemminkäinen, een jonge wildebras. Men kan deze figuur vergelijken met een Don Juan of Siegfried. De suite is geen één op één vertelling van het verhaal maar eerder een losjes op de gebeurtenissen geïnspireerd geheel. De periode waarin Sibelius dit werk componeerde (1895/96) was ook de tijd dat het artistieke leven in Helsinki sterk beïnvloed werd door het symbolisme van schilders als Magnus Enckell en Arnold Böcklin. Hun beelden van zwanen, desolate landschappen, water en onwerelds kleurgebruik was erg in de mode. De ouverture van de opera werd uiteindelijk het meest beroemde deel van de suite: de zwaan van Tuonela. Men moet aannemen dat men niet de bedoelde ouverture hoort als men naar dit deel luistert omdat Sibelius zijn werk veelvuldig reviseerde en de oorspronkelijke ouverture (of hoever Sibelius hiermee was) niet op papier bekend is.

## Orkestratie en revisies
De orkestratie van de suite bestaat uit: 2 fluiten, één speler dubbelt piccolo; 2 hobo’s, één speler dubbelt Engelse hoorn; 2 klarinetten, één speler dubbelt basklarinet; 2 fagotten; 4 hoorns; 3 trompetten; 3 trombones; 1 tuba; pauken; grote trom; bekkens; celesta; kleine trommel; tamboerijn; triangel; harp en strijkers.
De duur van de suite is ongeveer 50 minuten. De delen zijn:
- 1: Lemminkäinen ja saaren neidot (Lemminkäinen en de meisjes van het eiland), 1895, revisie 1897 en 1939;
- 2. Tuonelan joutsen (de zwaan van Tuonela), 1893, revisie 1897 en 1900;
- 3. Lemminkäinen Tuonelassa (Lemminkäinen in Tuonela), 1895, revisie 1897 en 1939;
- 4. Lemminkäisen paluu (Lemminkäinens terugkeer), 1895, revisie 1897 en 1900.

De meest ingrijpende revisies betreffen de delen 1 en 4. De oorspronkelijke versie van deel 4 duurt bijna de helft langer dan de uiteindelijke versie uit 1900 terwijl Sibelius juist in deel 1 muziek toevoegde en het deel daardoor ongeveer een minuut langer duurt. In 1947 gaf Sibelius opdracht de volgorde van de suite te veranderen. Tot dat jaar was de volgorde (zie boven) van de delen: 1 - 3 - 2 - 4.
De originele versie van deel 1 is korter dan die van de revisie: 7 maten. De tempomarkeringen zijn in sommige gedeeltes sneller. De eerste versie heeft een rol voor de tamboerijn en de celesta die in de definitieve versie uit de orkestratie zijn geschrapt. De verschillen tussen de eerste en de definitieve versie van deel 4 zijn groot. Sommige secties zijn langer omdat er meer herhalingen zijn en de eerste versie heeft na de aanloop tot het coda een trombonefanfare die een geheel nieuwe sectie inbrengt. Deze sectie is in de definitieve versie geschrapt en kan worden teruggevonden in Sibelius’ opus 31 (Laulu Lemminkäiselle voor mannenkoor en orkest).

## Plot

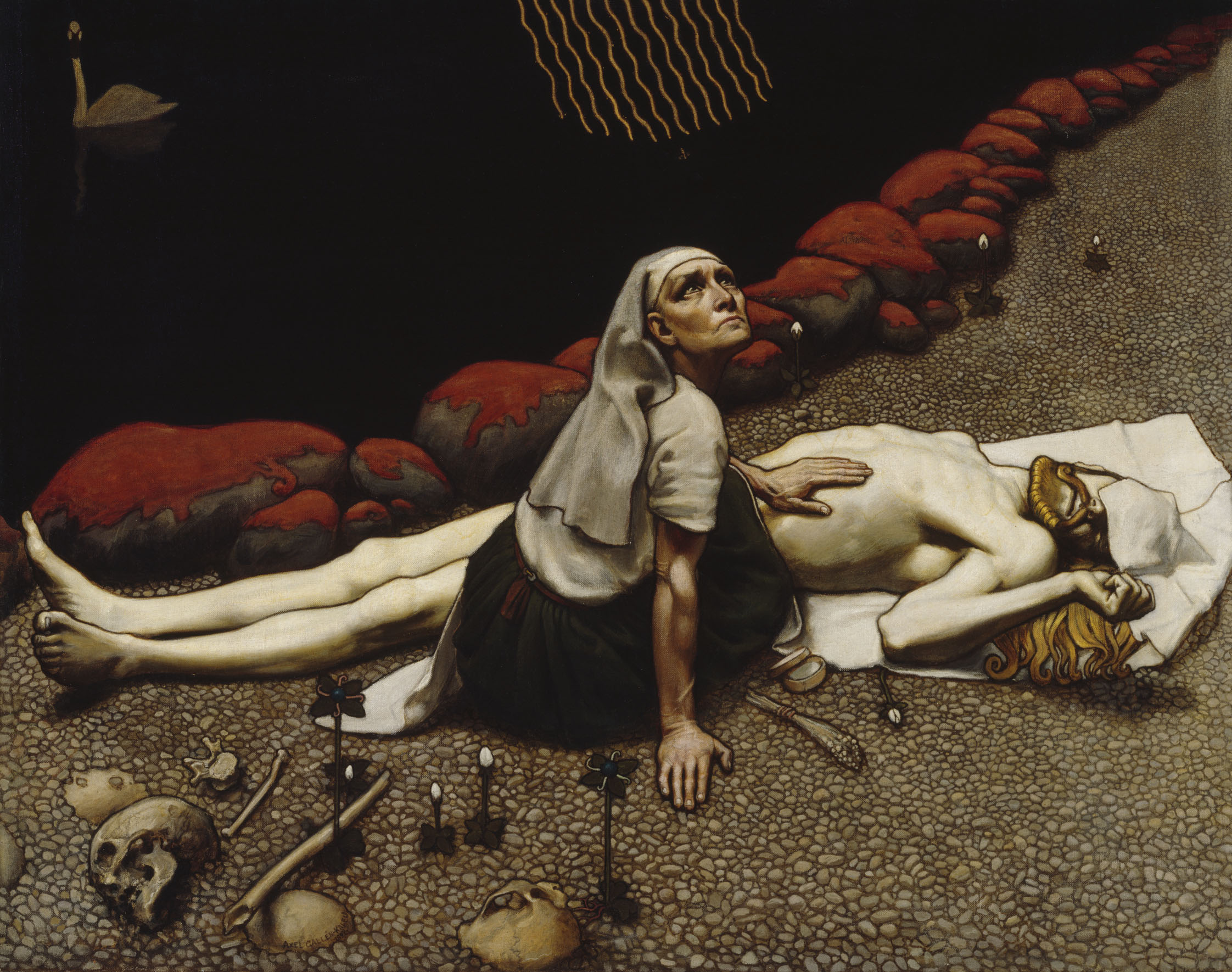
Schilderij Lemminkäinens Moeder van Akseli Gallen-Kallela

De plot van de suite gaat ongeveer als volgt waarbij opgemerkt moet worden dat Sibelius geen precies programma aanleverde: Lemminkäinen is een aantrekkelijke man, zó aantrekkelijk dat alle meisjes op het eiland voor hem vallen. (‘Hij kende 1000 bruiden en liet 1000 weduwes na’, staat in de Kalevala.) Het mooiste meisje kan hij krijgen als hij een aantal uitdagingen tot een goed einde brengt. Een van die taken is het met één pijl doodschieten van een zwaan op de donkere dodenrivier. Een jaloerse rivaal vermoordt Lemminkäinen echter voordat hij de taak kan volbrengen en hij wordt dood in de heilige rivier gegooid. Lemminkäinens moeder is er echter in geslaagd Lemminkäinens overblijfselen uit de rivier te redden en ze weer aan elkaar te naaien. Daarna is Lemminkäinen weer klaar voor nieuwe avonturen.

## Analyse
Het eerste deel van de suite (Lemminkäinen ja saaren neidot) is gebaseerd op gebeurtenissen gerelateerd aan Runo 29 van de Kalevala. De jonge en knappe Lemminkäinen zeilt met zijn boot naar een eiland waar alle mannen ontbreken. Aldaar aan land heeft hij enkele amoureuze avontuurtjes met de vrouwen op het eiland voordat hij op de vlucht moet slaan omdat de mannen terugkeren en op wraak belust zijn. Het is niet echt mogelijk een formele analyse op het deel lost te laten; Sibelius gebruikt zijn materiaal zeer vrij en divers. Er is geen sprake van een sonata-vorm.
De twee middengedeeltes van de suite zijn somber en sfeerrijk. Tegelijkertijd zijn ze sterk verschillend qua karakter. Sibelius schreef bij het tweede deel: ’Tuonela, het land van de Dood, de hel in Finse mythologie, is omgeven door een grote rivier met zwart water en sterke stromingen; daar drijft de zwaan van Tuonela, majestueus, zingend rond’. Het deel wordt gedomineerd door een solo van de Engelse hoorn waardoor het bijna een concertante compositie lijkt. De orkestratie is donker: fluiten, klarinetten (behalve de basklarinet) en trompetten worden niet ingezet en de hobo zeer spaarzaam. De contrabassen spelen zeer weinig. Dit stuk is later zo populair geworden dat het veelvuldig als apart werk wordt uitgevoerd.
Het derde deel (Lemminkäinen Tuonelassa) is sterk van contrast en tempo (in tegenstelling tot deel 2). De strijkers beelden grote golven uit met behulp van tremoloeffecten en Sibelius schreef ‘Tuonen tytti’ (de vrouwen van de dood) in de partituur wat aan kan geven dat het hier om het gedeelte in zijn geplande opera gaat waar de vrouwen Väinämöinen over de rivier naar Tuonela roeien. In de Kalevala worden deze gebeurtenissen beschreven in Runo 14 en 15 waar Lemminkäinen, op zijn missie de zwaan van Tuonela te doden, overvallen en gedood wordt. Zijn lichaam wordt dan in stukken gesneden en in de rivier gegooid. Alleen door de magische krachten van zijn moeder wordt hij weer tot leven gewekt.
Het vierde deel (Lemminkäinen paluu) beschrijft hoe de uitgeputte held na een lange reis, en met voortdurende conflicten en avonturen, besluit naar huis terug te keren. Daar herontdekt hij zijn geboortegrond en zijn herinneringen uit zijn jeugd. In 1921 gaf Sibelius in een interview aan dat dit deel moest aangeven dat ‘… de Finnen eens wat trotser op zichzelf moesten zijn. Laten we onze petten schuin zetten! Waarom moeten we ons voor onszelf schamen? Dat is het onderliggende sentiment in cLemminkäinen paluu! Lemminkäinen is net zo’n goed mens als de nobelste hoge heren. Hij is een aristocraat, zonder uitzondering!’

## Zelfkritiek
Sibelius dirigeerde de première van de suite op 13 april 1896 in Helsinki voor de ‘Philharmonische Sociëteit’ (het latere Helsinki Philharmonisch orkest). Het werk werd, ondanks Sibelius’ grote nervositeit, zeer goed door het publiek en de critici ontvangen. In 1897 dirigeerde Sibelius een gereviseerde uitvoering van de suite op dezelfde plaats met hetzelfde orkest. In 1900 werden 2 delen intensief gereviseerd. Zelfs in 1939 werden nog verbeteringen aan het 1e en het 3de deel aangebracht. In 1947 volgde nog de omwisseling van de volgorde. Sibelius was op veel van zijn werken zeer kritisch en onthield veel werken van publicatie. Zo verhinderde hij uitvoeringen van zijn thans veelgeprezen Kullervo symfonie. Het Zweedse muzieklabel BIS is op meer dan 50 cd’s erin geslaagd vele werken van Sibelius in allerlei verschillende versies aan het publiek ter beschikking te stellen. Dit altijd met toestemming van de familie Sibelius. Een veelgeprezen voorbeeld van deze aanpak is de 5de symfonie en vele toneelmuzieken.

## Overige orkestwerken gebaseerd op de Kalevala

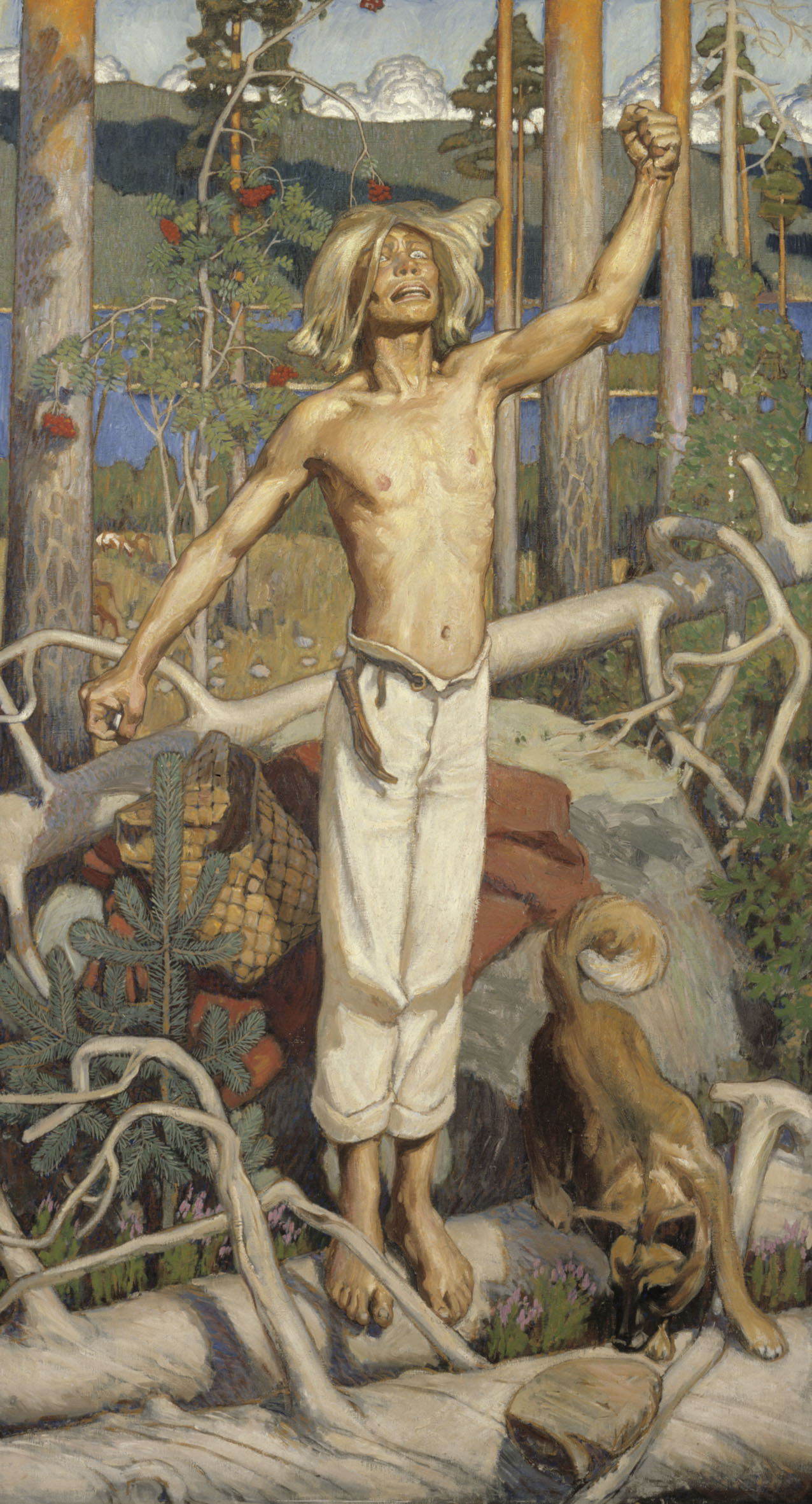
Schilderij 'Kullervo's vloek' (1899) van Akseli Gallen-Kallela

Jean Sibelius’ overige composities die geïnspireerd zijn op de Kalevala zijn:
- Kullervo symfonie, op.7, voor sopraan, bariton, mannenkoor en orkest, 1892.
- Laulu Lemminkäiselle, op.31 nr.1 (Een lied voor Lemminkäinen) (tekst van Veijola), voor mannenkoor en orkest, 1894.
- Tulen synte, op.32 (de oorsprong van het vuur), voor bariton, mannenkoor en orkest, 1902, revisie 1910
- Pohjolan tytär, op.49, symfonisch gedicht, naar canto 8 waarin de held Väinämöinen in katzwijm valt voor de charmes van het meisje Pohjola.
- Luonnotar, op.70, symfonisch gedicht voor sopraan en orkest.

## Andere componisten
De volgende Finse componisten componeerden ook muziek waarin zij zich lieten inspireren door de Kalevala:
- Robert Kajanus - Kullervo, symfonisch gedicht (1881).
- Uuno Klami: Kalevala Suite en Lemminkäinens avonturen op het eiland.
- Leevi Madetoja: Kullervo, op.15, symfonisch gedicht.
- Aarre Merikanto: Lemminkaïnen, op.10, 1916.
- Aulis Sallinen: de opera Kullervo.[5]